# Medellín (dal)
A Medellín Madonna amerikai dalszerző-énekes és Maluma kolumbiai énekes közös dala, amely Madonna tizennegyedik, Madame X című stúdióalbumának első kimásolt kislemezeként jelent meg 2019. április 17-én. A dal címe Maluma szülővárosának a neve. A dalt a 2019-es Billboard Music Awards díjkiosztón közösen adták elő.

## Előzmények és megjelenés
Madonna és Maluma a 2018-as MTV Video Music Awards-on találkoztak először, majd 2019 februárjában közös munkába kezdtek. Maluma meg is osztott egy fotót Instagram-oldalán a Madonnával folyó közös munkáról, majd a Forbes magazinnak a következőket nyilatkozta: „Madonna és én együtt főzünk, és jó dalokat készítünk. Nagyon izgatott vagyok, mert ez egy hatalmas lépés a latin kultúra számára, és számomra is, hogy együtt dolgozhatunk”.
2019. április 15-én Madonna megosztotta a kislemez-borítót rajongóival, majd a dal 2019. április 17-én megjelent, éjfélkor játszották le először a Beats 1 nevű rádióban.

## Kompozíció
A dal A ♭ -ben íródott, és 92 BPM ütem percenkénti tempójú.  A dal ♭ –G ♭ –E ♭ akkord progresszióját követi a versszakokban.

## Kritikák
A New Musical Express (NME) kritikusa, Charlotte Gunn a dalt az önreflexió gyöngyszemének nevezte, és megjegyezte, hogy egészen üdítően hat. Az Entertainment Weekly magazintól Joey Nolfi szellemes, nyári himnusznak nevezte a dalt, mely tükrözi a múltbéli küzdelmeket, miközben álomszerűen elrepít a titokzatos kolumbiai városba. Jem Aswad úgy érezte, hogy bár a dal nem dancefloor sláger, a rajongók mégis kedvelni fogják, és ígéretes bevezetője lehet Madonna új korszakának. Sal Cinquemani úgy vélte, hogy a dal kétnyelvűsége erősen utal Maluma és Madonna szülővárosára is, és az énekesnő harmonikus szólama kiegyensúlyozza Maluma gigoló előadásmódját. Cinquemani továbbá Madonna 1987-es La Isla Bonita című slágeréhez hasonlította a számot.

## Videóklip
A dalhoz tartozó videóklipet 2019. április 24-én mutatták be, és első előadásként az MTV UK és több MTV csatorna is levetítette. A klipet Diana Kunst spanyol rendező és Mau Morgó multidiszciplináris művész rendezte és koncepcionálta.

## Élő előadások
Madonna és Maluma a 2019-es Billboard Music Awards díjkiosztón, 2019. május 1-jén adták elő először. A Billboard az előadást az éjszaka második legjobb előadásának minősítette. Az élő előadást követően a dal megtekintettsége az online zeneszolgáltatóknál a korábbi 596 000-ről 2,2 millióra emelkedett, ez 261%-os növekedést jelent.

## Megjelenések
| Régió              | Dátum             | Formátum                     | Label                 | Ref.   |
| ------------------ | ----------------- | ---------------------------- | --------------------- | ------ |
| Világszerte        | 2019. április 17. | Digitális letöltés streaming | Interscope            | [ 2 ]  |
| Olaszország        | 2019. április 17. | Contemporary hit radio       | Universal Music Group | [ 16 ] |
| Egyesült Királyság | 2019. április 27. | Contemporary hit radio       | Polydor               | [ 17 ] |
| Világszerte        | 2019. május 9.    | (Remixes)                    | Interscope            | [ 18 ] |

CD Single (promo) Franciaország Polydor 
1. Medellín (Radio Edit) 3:51
2. Medellín (Album Version) 4:58

## Slágerlista
| Slágerlista (2019)                                      | Legjobb helyezés |
| ------------------------------------------------------- | ---------------- |
| Argentína (Argentina Hot 100)                           | 57               |
| Belgium (Ultratip Flanders)                             | 8                |
| Belgium (Ultratip Wallonia)                             | 7                |
| Kanada Digital Songs (Billboard)                        | 37               |
| Kína China Airplay (Billboard)                          | 12               |
| Kolumbia (National-Report)                              | 32               |
| Horvátország (HRT)                                      | 9                |
| Finnország Digital Songs (Billboard)                    | 5                |
| Franciaország (SNEP)                                    | 11               |
| Görögország Greece Digital Songs (Billboard)            | 3                |
| Magyarország Single Top 40                              | 8                |
| Izrael (Media Forest)                                   | 7                |
| Olaszország (FIMI)                                      | 37               |
| Japán Japan Hot Overseas (Billboard)                    | 17               |
| Mexikó Mexico Espanol Airplay (Billboard)               | 19               |
| Új-Zéland (RMNZ)                                        | 37               |
| Panama (Monitor Latino)                                 | 17               |
| Lengyelország Polish Airplay Top 100                    | 32               |
| Portugália Digital Songs (Billboard)                    | 4                |
| Románia (Airplay 100)                                   | 81               |
| Skócia Official Charts Company                          | 42               |
| Szlovákia Rádio Top 100                                 | 53               |
| Spanyolország (PROMUSICAE)                              | 67               |
| Svédország Digital Songs (Billboard)                    | 5                |
| Svájc Schweizer Hitparade                               | 69               |
| Egyesült Királyság Official Charts Company              | 87               |
| Amerikai Egyesült Államok Dance Club Songs Billboard    | 2                |
| Amerikai Egyesült Államok Hot Latin Songs Billboard     | 18               |
| Amerikai Egyesült Államok Pop Digital Songs (Billboard) | 21               |
| Venezuela (Record Report)                               | 5                |